# 小眼洞厣蛛
小眼洞厣蛛（学名：Porrhomma microphthalmum）为皿蛛科洞厣蛛属的动物。分布于欧洲以及中国大陆的新疆等地。该物种的模式产地在欧洲。